# Courcelles-sur-Voire
Courcelles-sur-Voire ist eine französische Gemeinde mit 23 Einwohnern (Stand: 1. Januar 2022) im Département Aube in der Region Grand Est. Sie gehört zum Arrondissement Bar-sur-Aube und zum Kanton Brienne-le-Château. 

## Lage
Sie ist umgeben von folgenden Nachbargemeinden:
| Pars-lès-Chavanges | Chavanges                                   | Montmorency-Beaufort |
| Yèvres-le-Petit    | Kompassrose, die auf Nachbargemeinden zeigt |                      |
| Rosnay-l’Hôpital   | Blignicourt                                 | Rances               |

## Bevölkerungsentwicklung
| Jahr                      | 1962 | 1968 | 1975 | 1982 | 1990 | 1999 | 2008 | 2016 |
| ------------------------- | ---- | ---- | ---- | ---- | ---- | ---- | ---- | ---- |
| Einwohner                 | 62   | 44   | 30   | 27   | 25   | 25   | 37   | 26   |
| Quelle: Cassini und INSEE |      |      |      |      |      |      |      |      |